# Kochi, Kerala
För andra betydelser, se Kochi.
Kochi (alternativt Cochin) är en hamnstad på Malabarkusten i den indiska delstaten Kerala. Staden är belägen i distriktet Ernakulam och hade cirka 630 000 invånare vid folkräkningen 2011. Storstadsområdet beräknades ha cirka 2 850 000 invånare 2018. I staden finns en flygplats, Cochin International Airport.
Staden var under äldre tid huvudstad i ett furstendöme med samma namn och var även den första stad i Indien som erövrades av portugiserna. Vasco da Gama anlade ett faktori i staden 1502, och Afonso de Albuquerque byggde ett fort 1503. Britterna erövrade staden från Tippo Sahib 1795 och gjorde området till en lydstat under brittisk överhöghet.